# Caberea bursifera
Caberea bursifera är en mossdjursart som beskrevs av Ortmann 1890. Caberea bursifera ingår i släktet Caberea och familjen Candidae. Inga underarter finns listade i Catalogue of Life.